# گروپو مکزیکو
گروپو مکزیکو (به اسپانیایی: Grupo México) شرکت خدمات لجستیک و استخراج معادن مکزیکی است، که به‌عنوان بزرگترین شرکت معدنی مکزیک شناخته می‌شود. این شرکت ششمین تولیدکننده مس در جهان به‌شمار می‌آید.
گروپو مکزیکو در سال ۱۹۷۸ توسط جرمن لاریا موتا-ولاسکو (رییس هیئت مدیره و مدیرعامل فعلی شرکت) و رائول آنتونیو اسکوبدو تأسیس شد. شاخه‌ای از گروپو مکزیکو در زمینه ترابری ریلی فعالیت می‌کند، شرکت تابعه فرومکس مدیریت بر ۸٫۵۰۰ کیلومتر خطوط راه‌آهن در سرتاسر مکزیک و ۵ شهر ایالات متحده آمریکا را برعهده دارد و مالک بزرگترین ناوگان ریلی کشور مکزیک می‌باشد.
دفتر مرکزی این شرکت در شهر مکزیکو سیتی، مکزیک قرار دارد و بخشی از سهام آن در بازار بورس اوراق بهادار مکزیک معامله می‌شود و جزئی از شاخص آی‌پی‌سی نیز می‌باشد. حادثه معدن سن خوزه ۲۰۱۰ در یکی از معادن متعلق به گروپو مکزیکو، مستقر در شیلی اتفاق افتاد و این شرکت در سال ۲۰۱۰ تا مرز ورشکستگی پیش رفت.